# Minato Yoshida
Minato Yoshida (吉田 実成都 Yoshida Minato?, nacido el 17 de febrero de 1992 en Shiga) es un futbolista japonés que se desempeña como centrocampista.

## Trayectoria

### Clubes
| Club               | País  | Año         |
| ------------------ | ----- | ----------- |
| AC Nagano Parceiro | Japón | 2014 - 2015 |
| MIO Biwako Shiga   | Japón | 2015 - 2016 |

## Estadística de carrera

### J. League
| Club               | Año   | J. League | J. League | Copa J. League | Copa J. League | Total | Total |
| Club               | Año   | Part.     | Goles     | Part.          | Goles          | Part. | Goles |
| ------------------ | ----- | --------- | --------- | -------------- | -------------- | ----- | ----- |
| AC Nagano Parceiro | 2014  | 4         | 0         | -              | -              | 4     | 0     |
| AC Nagano Parceiro | 2015  | 0         | 0         | -              | -              | 0     | 0     |
| Total              | Total | 4         | 0         | 0              | 0              | 4     | 0     |